# Уллубиевка
Уллубиевка — упразднённое село в Кумторкалинский районе Дагестана. Входило в состав Алмалинского сельсовета. Исключено из учётных данных решением правительства РД от 28 декабря 2004 г. Фактически населённый пункт продолжает существовать как кутан Чохского сельсовета Гунибского района.

## География
Располагался в 3 км к северу от станции Темиргое Северо-Кавказской железной дороги.

## История
Село образовано в начале XX века русскими переселенцами из центральных регионов России. Переселенцам на переселенческом участке «Темиргой» было выделено 543 десятины земли, под заселение и обработку. Первоначально назывался поселком Новопокровским, а затем село Новопокровка. Село переименовано в Уллубиевку в 1924 году постановлением правительства ДАССР, в честь У. Д. Буйнакского — 1-го Председатель Дагестанского областного комитета РКП(б), расстрелянного на станции Темиргое в 1919 году белогвардейцами.
По данным на 1929 год посёлки Верхняя и Нижняя Уллубиевка состояли 9 и 29 хозяйств соответственно и входили в состав Самуркентского сельсовета Махачкалинского района. В 1939 год аул Уллубиевка входил в состав Стальского сельсовета Кумторкалинского района. С 1950-х годов село вошло в состав Алмалинского сельсовета. С 1950-х годов земли вокруг села были переданы под зимние пастбища колхоза имени Омарова-Чохского. С того периода село фактически стало кутаном колхоза. Так по данным переписи 1970 г. в постоянное население села составляло 168 человек, а наличное — 938 человек. Перепись 2002 г. показало отсутствие постоянного населения в селе. Однако по данным на 2014 г. на кутане проживает порядка 200 семей в 1000 человек жителей Гунибского, Чародинского районов, также аварцев из Левашинского района.

## Население
| 1926 | 1939 | 1970 | 1989 | 2002 |
| ---- | ---- | ---- | ---- | ---- |
| 154  | ↘149 | ↗938 | ↘16  | ↘0   |